# Irina Dubcowa
Irina Wiktorowna Dubcowa (ros. Ирина Викторовна Дубцова, ur. 14 lutego 1982 w Wołgogradzie) – rosyjska wokalistka, kompozytorka i poetka.

## Życiorys
Córka muzyka jazzowego, Wiktora Dubcowa. Występowała na scenie od 11 roku życia, początkowo w zespole Dżem, który założyli w Wołgogradzie jej rodzice.
W 1999 nagrała piosenkę Hijo de la Luna, dzięki której została dostrzeżona przez producenta Igora Matwijenko, który zaproponował jej występy w kwartecie Diewoczki (Девочки). Grupa zyskała znaczną popularność w 2000, a jej videoclip Говорила мама (У-ла-ла) był jednym z najczęściej prezentowanych przez stację MTV. Po opuszczeniu grupy Diewoczki, Irina Dubcowa związała się z zespołem Dawaj! Dawaj! (Давай! Давай!). W tym czasie rozpoczęła współpracę ze studiem SBS – Entertainment i z Antonem Makarskim, dla którego pisała teksty piosenek.
W 2001 ukończyła studia w Instytucie Sztuki im. P.A. Sieriebriakowa w Wołgogradzie, w klasie śpiewu. Trzy lata później zwyciężyła w czwartej edycji programu Fabryka Gwiazd (Фабрика звёзд). Sukces ten umożliwił jej start w konkursie młodych talentów Hовая волна 2004, w którym zajęła drugie miejsce. Jedną z nagród była także możliwość nagrania płyty. Debiutancki album Dubcowej О Нём ukazał się w lutym 2005. Kolejny album, który miał swoją premierę w czerwcu 2007 składał się z 12 kompozycji, do których słowa napisała Dubcowa.
W 2011 po raz kolejny wzięła udział w programie Fabryka Gwiazd. Powrót, z udziałem uczestników programu z wcześniejszych edycji. Dubcowa zajęła w nim trzecie miejsce. Jesienią 2012 została zaproszona do trzeciej edycji ukraińskiego programu X-Factor, w którym występowała w roli jurora. 1 grudnia 2012 wystąpiła w duecie ze zwycięzcą drugiej edycji X-Factor -  Wiktorem Romanczenko.
W 2014 wzięła udział w programie Tocz w tocz (Точь-в-точь), emitowanym przez Pierwyj kanał, rosyjskiej wersji formatu Your Face Sounds Familiar.

## Dyskografia
- 2005 – О нём
- 2007 – Ветра
- 2008 – О любви…

## Życie prywatne
W 2004 wyszła za mąż za Romana Czernicyna, solistę grupy Plazma. 3 marca 2006 Jelena urodziła syna Artioma. W 2008 rozwiodła się z Czernicynem. W 2014 spotkała się z didżejem Leonidem Rudenko.